# Charles Hepburn-Stuart-Forbes-Trefusis, 21. Baron Clinton
Charles John Robert Hepburn-Stuart-Forbes-Trefusis, 21. Baron Clinton, GCVO, PC (geborener Trefusis; * 18. Januar 1863 in 8 Park Street, Grosvenor Square, London; † 5. Juli 1957) war ein britischer Peer und Politiker der Conservative Party. Er war von 1904 bis 1957 Mitglied des Oberhauses (House of Lords) und zwischen 1918 und 1919 Parlamentarischer Staatssekretär im Landwirtschaftsministerium.

## Leben

Wappen des Baron Clinton.

Er wurde als Charles John Robert Trefusis geboren und war der älteste Sohn des Politikers Charles Hepburn-Stuart-Forbes-Trefusis, 20. Baron Clinton (1834–1904), der zwischen 1857 und 1866 Mitglied des Unterhauses (House of Commons) sowie nach dem Erbe des Titels als 20. Baron Clinton von 1866 bis 1904 Mitglied des Oberhauses war, und dessen erster Ehefrau Harriet Williamina Hepburn-Forbes (1835–1869), Tochter von Sir John Stuart Hepburn-Forbes, 8. Baronet (1804–1866). Sein Vater änderte mit königlicher Lizenz vom 4. September 1867 den Familiennamen von „Trefusis“ zu „Hepburn-Stuart-Forbes-Trefusis“. Zu seinen vier Geschwistern gehörte seine jüngere Schwester Hon. Margaret Adela Hepburn-Stuart-Forbes-Trefusis (1866–1939), die mit dem Geistlichen der Church of England Leonard White-Thomson (1863–1933) verheiratet war, der unter anderem zwischen 1924 und 1933 Bischof von Ely war. Aus der zweiten Ehe seines Vaters mit Margaret Walrond (1850–1930), Tochter des Unterhausabgeordneten Sir John Walrond Walrond, 1. Baronet (1818–1889), gingen sieben Halbgeschwister hervor, darunter Brigadegeneral Hon. John Frederick Hepburn-Stuart-Forbes-Trefusis (1878–1915) Er selbst war zwischen 1898 und 1904 Convener der traditionellen schottischen Grafschaft Kincardineshire und zeitweise auch Deputy Lieutenant (DL) sowie Justice of the Peace (JP) von Kincardineshire.
Beim Tod seines Vaters erbte er am 29. März 1904 dessen Adelstitel als 21. Baron Clinton, der 1299 in der Peerage of England verliehen worden war. Er wurde dadurch Mitglied des Oberhauses (House of Lords), dem er bis zu seinem Tode, 1957, angehörte. 1907 erbte er von seinem Onkel Hon. Mark George Kerr Trefusis Rolle (1836–1907) die Anwesen Bicton House und Stevenstone House, beide in Devon. Zugleich wurde er 1908 High Steward von Barnstaple und war zwischen 1911 und 1933 auch Mitglied des Rates des Herzogtums Cornwall sowie zeitgleich als Siegelbewahrer (Keeper of the Privy Seal) des Prince of Wales, Prinz Edward. Während des Ersten Weltkrieges diente er von 1914 bis 1918 als Lieutenant-Colonel der Royal North Devon Yeomanry Cavalry. Am 8. Juni 1918 übernahm er in der Regierung Lloyd George als Nachfolger von George Goschen, 2. Viscount Goschen, den Posten als Parlamentarischer Staatssekretär im Ministerium für Landwirtschaft und Fischerei (Joint Parliamentary Secretary of the Board of Agriculture and Fisheries) und bekleidete dieses Amt bis zum 10. Januar 1919, woraufhin Sir Arthur Griffith-Boscawen ihn ablöste. Im Anschluss fungierte er zwischen 1919 und 1929 als Mitglied der Forstkommission (Forestry Commission), deren Vorsitzender er von 1927 bis 1929 war. Als Nachfolger von Alexander Bruce, 6. Lord Balfour of Burleigh, übernahm er 1921 zudem das Amt als Lord Warden of the Stannaries, ein zeremonielles Amt im Herzogtum Cornwall, und bekleidete dieses bis zu seiner Ablösung durch William Pleydell-Bouverie, 7. Earl of Radnor, 1933. 1926 wurde er zudem Mitglied des Privy Council. Am 3. Juni 1933 wurde er auch zum Knight Grand Cross des Royal Victorian Order (GCVO) geschlagen.
Am 1. Juni 1886 heiratete er in der St Paul’s Church in Knightsbridge, London, Lady Jane Grey McDonnell (1863–1953), eine Tochter von Mark McDonnell, 5. Earl of Antrim (1814–1869). Aus dieser Ehe gingen die zwei Töchter hervor. Die ältere Tochter Hon. Harriet Hepburn-Stuart-Forbes-Trefusis (1887–1958) war von 1910 bis zu ihrer Scheidung 1935 mit Major Henry Nevile Fane (1883–1947) verheiratet, während die jüngere Tochter Hon. Fenella Hepburn-Stuart-Forbes-Trefusis (1889–1966) von 1914 bis zu dessen Tode 1930 die Ehefrau von Hon. John Herbert Bowes-Lyon (1886–1930) war, einem Sohn von Claude Bowes-Lyon, 14. Earl of Strathmore and Kinghorne.
Beim Tod des 21. Baron Clinton am 5. Juli 1957 fiel der Titel mangels direkter männlicher Nachkommen in Abeyance zwischen den beiden Töchtern. Gerard Fane (1934–2024), ein Enkel der älteren Tochter Harriet, ließ 1959 seinen Familiennamen durch Deed poll von „Fane“ zu „Fane-Trefusis“ ändern und petionierte um die Restitution der Baronie zu seinen Gunsten. Er war schließlich erfolgreich, so dass ihm am 18. März 1965 der Titel des 22. Baron Clinton zuerkannt und er Mitglied des House of Lords wurde.

## Veröffentlichungen
- Report of the Interdepartmental committee on imperial forestry education. London 1921.
- Report of the departmental Committee on the Fertilisers and feeding stuffs act, 1906. London 1924.
- Report of the Fertilisers and feeding stuffs advisory committee. London 1925.

## Hintergrundliteratur
- Claude Colleer Abbott: A catalogue of papers relating to Boswell, Johnson & Sir William Forbes found at Fettercairn house, a residence of the Rt. Hon. Lord Clinton, 1930–1931. Oxford 1936.